# Esskeetit
"Esskeetit" (estilizado em letras maiúsculas) é uma música do rapper americano Lil Pump. O single e seu videoclipe foram lançados em 13 de abril de 2018. Escrita e produzida ao lado do CBMix, a canção estreou e alcançou a posição 24 na Billboard Hot 100.

## Promoção e lançamento
A primeira prévia da música foi postada na conta oficial de Lil Pump no Twitter em 6 de fevereiro de 2018. Pump mostrou trechos da música e de seu videoclipe várias vezes no Twitter e no Instagram, originalmente planejado para ser lançado em 8 de abril de 2018. No entanto, seu lançamento foi adiado para 13 de abril devido a questões de direitos autorais. O título da música vem da frase característica de Pump, que significa "Let's get it (Vamos lá)". Liricamente, a música faz referência a drogas, incluindo Ecstasy (ou X) e Actavis, junto com marcas de luxo, incluindo Porsche e Patek Phillipe, entre outras.

## Videoclipe
O videoclipe da música, dirigido por Lil Pump junto com Ben Griffin, estreou com seu lançamento. Até fevereiro de 2023, o vídeo conta com mais de 530 milhões de visualizações no YouTube.